# Breguet 693
Breguet 690 và các loại máy bay bắt nguồn từ nó là loạt các máy bay cường kích hai động cơ hạng nhẹ được Không quân Pháp sử dụng trong Chiến tranh thế giới II.

## Biến thể
Bre 690.01Mẫu thử Breguet 690.
Bre 691.01Mẫu thử Breguet 691.
Bre 691Phiên bản cường kích hai chỗ.
Bre 693.01Mẫu thử Breguet 693.
Bre 693Phiên bản cường kích hai chỗ.
Bre 694.01Mẫu thử trinh sát.
Bre 695.01Mẫu thử Bre 695.
Bre 695
Bre 696.01Mẫu thử máy bay ném bom hạng nhẹ.
Bre 697

## Quốc gia sử dụng
Bỉ
 PhápKhông quân Pháp
Không quân Chính phủ Vichy
 ItalyKhông quân Ý

## Tính năng kỹ chiến thuật (Bre.693 AB.2)
Dữ liệu lấy từ 
Đặc tính tổng quan
- Kíp lái: 2
- Chiều dài: 9,67 m (31 ft 9 in)
- Sải cánh: 15,37 m (50 ft 5 in)
- Chiều cao: 3,19 m (10 ft 6 in)
- Diện tích cánh: 29,2 m2 (314 foot vuông)
- Trọng lượng rỗng: 3.010 kg (6.636 lb)
- Trọng lượng cất cánh tối đa: 4.900 kg (10.803 lb)
- Động cơ: 2 × Gnome-Rhône 14M-6 / Gnome-Rhône 14M-7 , 522 kW (700 hp) mỗi chiếc

Hiệu suất bay
- Vận tốc cực đại: 490 km/h (304 mph; 265 kn) trên độ cao 5,000 m (16 ft)
- Vận tốc hành trình: 400 km/h (249 mph; 216 kn) trên độ cao 4,000 m (13 ft)
- Tầm bay: 1.350 km (839 mi; 729 nmi)
- Trần bay: 8.500 m (27.887 ft)
- Vận tốc lên cao: 9,25 m/s (1.821 ft/min)
- Thời gian lên độ cao: 4,000 m (13 ft) trong 7 phút 12 giây

Vũ khí trang bị

Breguet 693

- Súng: ** 1 × pháo Hispano-Suiza HS.404 20 mm
  - 4 × súng máy MAC 1934 7.5 mm (.295 in)
- Bom: 460 kg (1.014 lb)